# The Girl and the Cowboy
Pour les articles homonymes, voir Cowboy.
Pour plus de détails, voir Fiche technique et Distribution.
The Girl and the Cowboy est un film muet américain réalisé par Fred Huntley et sorti en 1912.

## Fiche technique
- Réalisation : Fred Huntley
- Production : William Nicholas Selig
- Dates de sortie : 
  -  États-Unis : 16 juillet 1912

## Distribution
- Herbert Rawlinson : Bud Tracy
- Warren Ellsworth
- William H. Stratton
- William Hutchinson
- Fernando Gálvez
- Forrest Littlefield
- Betty Harte
- Phyllis Gordon : Phyllis
- Anna Dodge